# Прабово Субіанто
Прабово Субіанто Джоджохадікусумо (індон., сучасна орфографія: Prabowo Subianto Joyohadikusumo; 17 жовтня 1951) — індонезійський політик, бізнесмен і генерал армії у відставці, восьмий президент Індонезії з 20 жовтня 2024 року. Раніше він був 26-м міністром оборони при президенті Джоко Відодо з 2019 по 2024 рік. Прабово є третім президентом Індонезії з військовим минулим після Сухарто та Сусіло Бамбанга Юдхойоно. Його описують як правого націоналіста. Він також є першим президентом, який не має першої леді, а також президентом з найменшою кількістю дітей (одна дитина).
Прабово Субіанто закінчив Військову академію Індонезії (Akademi Militer Nasional) у 1970 році і спочатку служив у спецназі (Копассус), поки 1998 року його не призначили очолити командування стратегічного резерву (Кострад). Того ж року його звільнили з армії, а згодом йому заборонили в'їзд до Сполучених Штатів за ймовірні порушення прав людини.
На початку 2008 року найближче оточення Прабово створило партію Геріндра. На президентських виборах 2009 року він невдало балотувався на посаду віце-президента як напарник Мегаваті Сукарнопутрі. Він брав участь у президентських виборах 2014 року і зазнав поразки від губернатора Джакарти Джоко Відодо, яку він спочатку заперечував. У 2019 році він ще раз невдало балотувався на пост президента проти Джоко Відодо, його напарником був Сандіага Уно та за підтримки Геріндри, Партії процвітаючої справедливості (PKS), Партії національного мандата (PAN), Демократичної партії (Demokrat) і партії Беркарія. Його відмова погодитися з результатами призвела до того, що його послідовники влаштували протести, які спровокували масові заворушення в Джакарті. Однак після гострої боротьби на період з 2019 по 2024 рік Прабово Субіанто приєднався до кабінету Джоко Відодо як міністр оборони.
10 жовтня 2021 року Геріндра оголосила Прабово своїм кандидатом на президентських виборах в Індонезії 2024 року. 12 серпня 2022 року Прабово оголосив, що приймає пропозицію Геріндри. Прабово оголосив про перемогу на виборах 14 лютого, оскільки ранні неофіційні опитування показали його перевагу в першому турі голосування. 20 березня Генеральна виборча комісія (КПУ) засвідчила результати та оголосила його обраним президентом Індонезії. Конституційний суд країни підтвердив його статус 22 квітня 2024 року. Прабово склав присягу як 8-й президент Індонезії 20 жовтня 2024 року.

## Молодість і сім'я

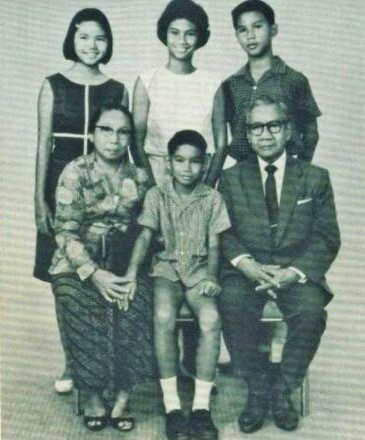
Прабово Субіанто у віці 12 років (стоїть праворуч) зі своїми братами і сестрами, бабусею та дідусем Маргоно Джоджохадікусумо та Сіті Катоемі Віродіхарджо

Батько Прабово, Сумітро Джоджохадікусумо (1917—2001), був родом із Гомбонга, Кебумен. Він був економістом, обіймав посаду міністра економіки за президентства Сукарно та міністра досліджень і технологій за Сухарто. Сумітро назвав Прабово на честь свого молодшого брата, який загинув під час сутички з японськими військами у Ленгконгу, Тангеранг під час Індонезійської національної революції. Мати Прабово, Дора Марі Сіґар (1919—2008), була християнкою-протестанткою мінахасанського походження, яка походила з родини Сігар-Маенгком у Лангован, Північний Сулавесі. Вони одружилися в Утрехті, Нідерланди.
У Прабово Субіанто є дві старші сестри: Біанті Джоджохадікусумо, яка народилася 1946 року, і Мар'яні Джоджохадікусумо, яка народилася 1948 року. Його єдиний брат, Хашим Джоджохадікусумо, народився 1953 року. Старша сестра Прабово, Біанті, одружена з Дж. Соедраджадом Джівандоно, керуючим Банком Індонезії з 1993 по 1998 роки, а її сестра, Мар'яні, була одружена з французьким підприємцем-емігрантом Дідьє Леметром, який помер 2018 року. Брат Прабово, Хашим, є одним із найбагатших бізнесменів в Індонезії з активами по всьому світу від Індонезії до Європи та Північної Америки. Через конфлікт з Сукарно в 1960-х його батько був змушений виїхати з країни. Сім'я неодноразово переїжджала — вони жили у Швейцарії, Сінгапурі, Таїланді, Малайзії та Великій Британії. У старшій школі він навчався в Інституті Вікторії в Куала-Лумпурі, Малайзія. З 1966 по 1968 роки родина жила в Лондоні, де Прабово відвідував і закінчив Американську школу. Згодом Сумітро заохотив свого сина вступити до військової академії. Одним із кумирів Прабово був Мустафа Кемаль Ататюрк, і, за словами однолітків і спостерігачів, Прабово був талановитим із пристрастю до хитрощів і мав апетит до політичної влади.
Сам Сумітро походив з елітного середовища. Його батько, Маргоно Джоджохадікусумо, був засновником першого в країні державного банку Bank Negara Indonesia (BNI), першим керівником тимчасової Вищої консультативної ради Індонезії і членом Слідчого комітету з підготовки до незалежності, який розробив проєкт кроків для здобуття незалежності Індонезії. 
Прабово і Тітек мають сина Дідіта Хедипрасетьо, який жив у Бостоні, а потім переїхав до Парижа, щоб продовжити кар'єру дизайнера одягу. Хоча його син не виявляє особливого інтересу до політики, Прабово Субіанто є дядьком політиків Гериндри Томаса Джовандоно, Буді Джовандоно, Арьо Джьоджохадікусумо та Рахаю Джьоджохадікусумо, які разом продовжать політичну лінію Джьоджохадікусумо.

## Військова кар'єра

### Військова академія та служба

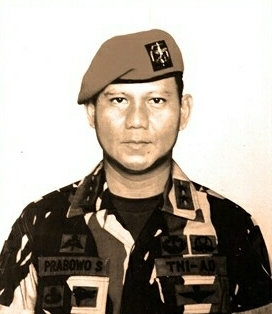
Прабово Субіанто як генерал-комендант Копассуса

1970 року Прабово Субіанто вступив до Індонезійської військової академії (Akademi Militer Nasional) у Магеланзі. 1974 року він закінчив її разом з іншими особами, які займуть керівні посади, наприклад Сусіло Бамбанг Юдхойоно.
1976 році Прабово Субіанто служив у спецпідрозділі Індонезійської національної армії Копассус і був призначений командиром групи 1 Командо Пасукан Сандхі Юдха (Копассус), яка була одним із підрозділів командос Нанггала індонезійської армії в Східному Тиморі, колишній португальській колонії, в яку Індонезія вторглася попереднього року. 26-річний Прабово став наймолодшим командиром Нанггала. Він очолював операцію зі захоплення Ніколау душ Рейша Лобато, віце-президента партії Фретілін, який також був першим прем'єр-міністром Східного Тимору. Керівником Прабово Субіанто був Антоніо Лобато — молодший брат Ніколау. 31 грудня 1978 року загін Прабово знайшов і смертельно поранив в живіт Ніколау, коли його везли в Мобіс, за п'ятдесят кілометрів на південь від Ділі.
Стверджується, що в 1983 році Прабово командував спецпідрозділом, причетним до масового вбивства в Крарасі в Східному Тиморі. Ті, хто вижив після цих масових вбивств, були замкнені в концентраційному таборі, який охороняли люди Прабово, де багато померло від голоду та жорстокого поводження. Прабово стверджував, що під час різанини він не був поблизу району Вікеке, і ні ООН, ні уряд Східного Тимору ніколи не висували проти нього звинувачень у порушеннях прав людини. Хосе Мануель Тесоро, який у 2000 році писав для Asiaweek, зв'язався з чотирма окремими неурядовими організаціями, включаючи TAPOL у Лондоні; Солідамор в Джакарті; Фонд HAK, штаб-квартира якого знаходиться в Ділі; і Мережі дій у Східному Тиморі (ETAN) у Нью-Йорку, і вони не змогли надати жодних звітів очевидців, розшифровок перехоплених повідомлень, витоку документів чи будь-чого, що могло б підтвердити причетність Прабово.

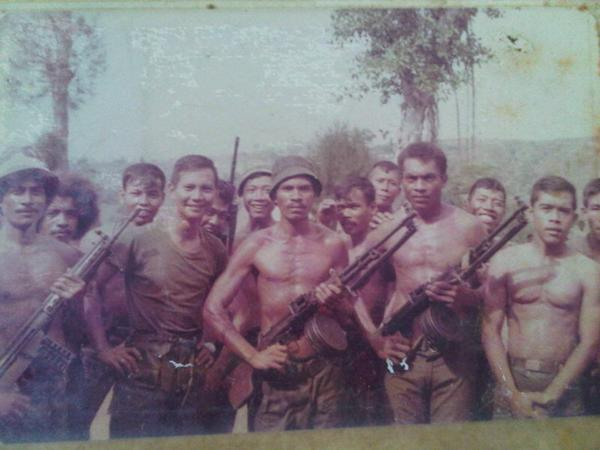
Командний підрозділ індонезійської армії Нанггала у Східному Тиморі під керівництвом Прабово Субіанто

У 1985 році Прабово Субіанто пройшов курси піхотних офіцерів у Форт-Беннінг у Сполучених Штатах. На початку 1990-х років, будучи командувачем Групи Копассус 3, нині генерал-майор Прабово намагався придушити рух за незалежність Східного Тимору, використовуючи нерегулярні війська (банди «ніндзя» з капюшонами, одягнені в чорне, які діяли вночі), а в головних містах і селах — ополченців, підготовлених і керованих командирами Копассусу. Почастішали випадки порушення прав людини. Кампанія армії 1997 року отримала назву «Операція викорінення».

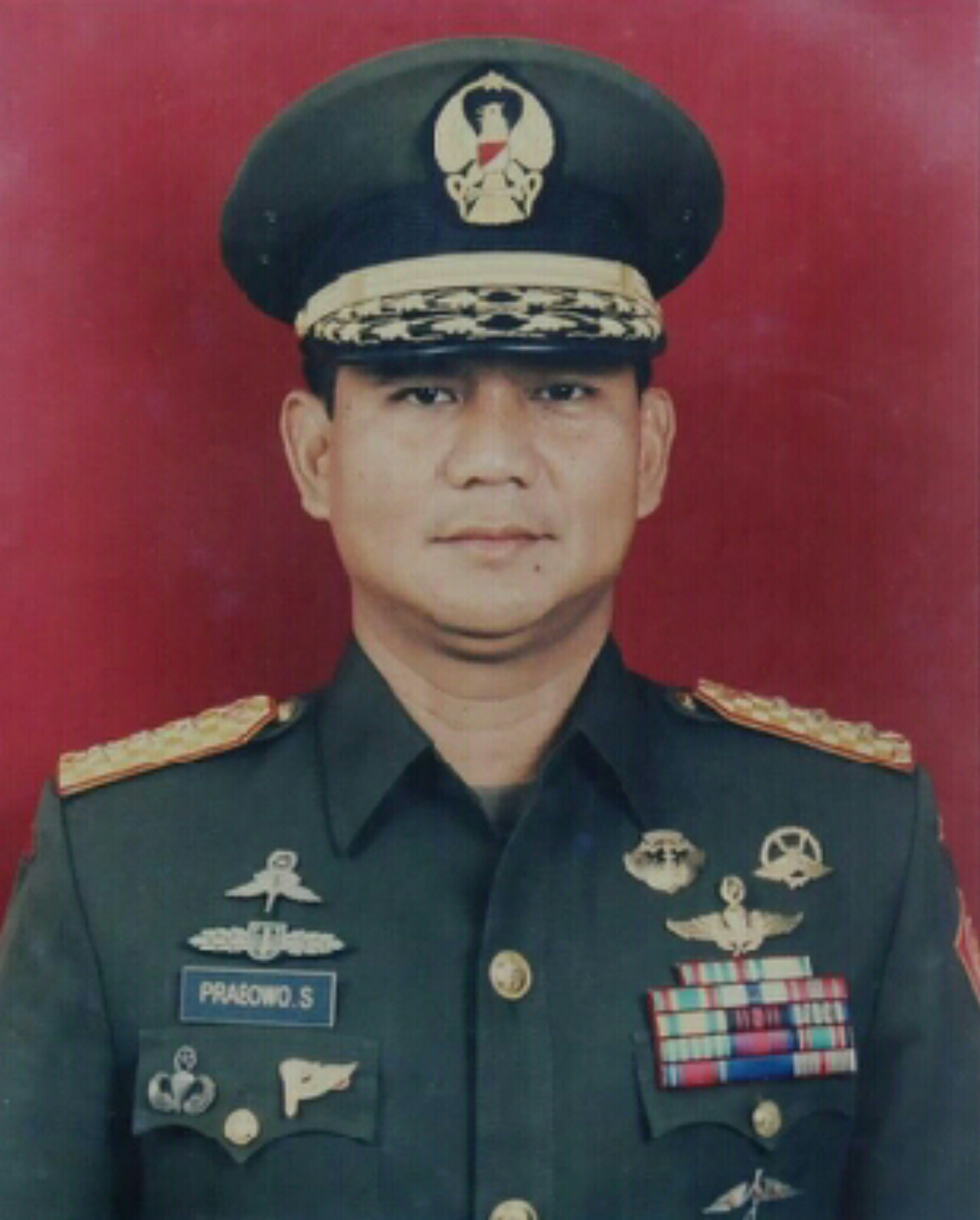
Прабово Субіанто як начальник командно-штабної школи збройних сил Індонезії (Sesko ABRI) у формі з багатьма нагородами

У 1996 році Прабово Субіанто керував операцією Мапендума в гірській місцевості Папуа. Метою операції було звільнення 11 науковців, які були захоплені в заручники Рухом за вільне Папуа (РВП). Дослідниками були п'ятеро індонезійців, четверо британців, один голландець і його вагітна німкеня. Двоє заручників-індонезійців були вбиті незадовго до початку рятувальної операції. Місія включала таємну підтримку британського військового аташе та ветерана SAS полковника Айвора Гелберґа. Після передачі заручників, Копассус під керівництвом Прабово Субіанто розпочав репресивну кампанію проти сіл, які, як вважалося, підтримували РВП. В одному випадку жителів села Гезелема обстріляли з військового вертольота, замаскованого під вертоліт Червоного Хреста.
20 березня 1998 року Прабово Субіанто було призначено головою 27-тисячного командування стратегічного резерву армії (Кострад), яким Сухарто керував 1965 року.

### Роль у падінні Сухарто
Менш ніж через три місяці після свого призначення главою Костраду, у перший день травневих заворушень 1998 року, Прабово Субіанто закликав командувача Національними збройними силами Індонезії генерала Віранто дозволити йому привести підрозділи стратегічного резерву в Джакарту і допомогти відновити порядок. Сотні чоловіків, навчених Копассусом (колишня команда Прабово), були доставлені з Ділі до Джок'якарти на чартерних літаках, а потім потягом до Джакарти. Прабово Субіанто публічно закликав індонезійців приєднатися до нього для боротьби зі «зрадниками нації». Вранці 14 травня війська Копасса супроводжували молодих бандитів з Лампунга на півдні Суматери до столиці. Таким чином, Прабово Субіанто звинуватили у використанні своїх зв'язків у колишньому командуванні для імпорту та створення проблем, тоді як Віранто відмовився надати нинішньому командуванню Прабово, Костраду, дозвіл на придушення існуючих проблем, відповідно до класичної яванської тактики створення хаосу з метою дискредитації суперника та/або захоплення влади.
Війська під командуванням Прабово викрали та катували щонайменше дев'ятьох демократичних активістів за кілька місяців до травневих заворушень 1998 року. В одному зі свідчень Енді Арієфа колишній ув'язнений розповів, як його катували днями в невстановленому місці, нібито у військовому таборі, де більшу частину часу вони проводили із зав'язаними очима, примушуючи відповідати на неодноразові запитання, головним чином щодо їхньої політичної діяльності. Жорстоке поводження включало удари кулаками, фізичний і психологічний тиск, а також електрошок. Пізніше, у 2009 році, двоє з дев'яти чоловіків були кандидатами від Gerindra, політичної партії Прабово, а ще один працював його радником із медіа. До 2024 року шість із дев'яти викрадених (включаючи Арієфа) або працювали на Прабово, або підтримували його на президентських виборах. Прабово Субіанто також підозрювали в організації викрадення ще 13 активістів (всі вони вважаються «зниклими безвісти») у період з лютого 1997 по травень 1998 року.
Пізніше розслідування травневих заворушень показало, що насильство в Джакарті було результатом внутрішньої боротьби всередині військової еліти за те, щоб стати наступником Сухарто. Багато хто вважав, що Прабово Субіанто, як командувач стратегічного резерву армії (Кострад), прагнув стати наступником свого тестя та бажав посади командувача Збройними силами генерала Віранто, якому віддали перевагу замість Сухарто. Разом з командувачем операцій у Великій Джакарті (Panglima Komando Operasi Jakarta Raya, Pangkoops Jaya) Генерал-майор Джафрі Джамсоеддіном, Прабово Субіанто мав на меті тероризувати опонентів уряду та показати, що Віранто був «некомпетентним командиром, який не міг контролювати безлад». Протягом серпня та вересня команда зі встановлення фактів опитала Прабово Субіанто, Сяфрі та інших військових командирів щодо їхніх пересувань під час заворушень у Джакарті. Прабово Субіанто стверджував, що він не впевнений щодо точних переміщень військових сил у столиці, і передав це Сяфріє. У своєму остаточному звіті слідча комісія підозрювала, що в ніч на 14 травня Прабово Субіанто зустрівся з кількома представниками збройних сил та відомими цивільними діячами в штаб-квартирі Кострада, щоб обговорити організацію насильства. Однак пізніше це було спростовано кількома людьми, які були присутні на зустрічі, включно з відомим юристом з прав людини Аднаном Буюнгом Насутіоном і членом Спільної групи з встановлення фактів Бамбангом Віджоджанто. Подальші свідчення Прабово Субіанто у наступні роки розслідування суперечили звіту групи та призвели до скептичного ставлення до тверджень команди.

### Звільнення з армії
21 травня 1998 року Сухарто оголосив про свою відставку з поста президента, і віце-президент Бухаруддин Юсуф Хабібі зайняв посаду президента. У другій половині дня після інавгурації Хабібі на посаді президента Прабово Субіанто вимагав від Хабібі поставити його на чолі армії замість Віранто. Проте Хабібі та Віранто фактично звільнили Прабово з посади командувача Кострадом, а наступного дня оголосили про призначення Віранто міністром оборони та безпеки, а також командувачем Національної армії Індонезії, що призвело до звільнення Прабово. Існують дві версії того, як це сталося: перша версія стверджує, що розлючений Прабово Субіанто разом зі своїми військами Костраду вирушив до президентського палацу зі зброєю та вантажівкою. Оскільки йому не дозволили увійти в приймальню Хабібі, він пішов до Сухарто, який натомість зробив йому догану. За іншою версією Прабово був звільнений з посади через підозру в здійсненні перевороту проти Хабібі. Кажуть, що після інавгурації Хабібі Віранто повідомив, що навколо резиденції Хабібі з'явився рух військ Кострада. Тоді Хабібі наказав звільнити Прабово з посади того ж дня перед заходом сонця. Однак Прабово пізніше відвідав Віранто в його домі на вихідних 23 або 24 травня, а потім перевів його на небойову посаду в Коледжі командування та генерального штабу збройних сил у Бандунгу.
Після розслідування у серпні 1998 року Dewan Kehormatan Perwira (Офіцерська рада честі) визнала Прабово винним у «неправильному тлумаченні наказів» та викраденні дев'яти активістів, які виступали проти Сухарто в 1998 році. Прабово Субіанто визнав відповідальність за викрадення дев'ятьох активістів і в листопаді був з почестями звільнений з військової служби. Він і Віранто заперечували, що звільнення було результатом дисциплінарного стягнення. Пізніше він поїхав у добровільне вигнання до Йорданії, де він знав нового молодого короля цієї країни Абдаллу як товариша по командуванню силами спеціального призначення. В інтерв'ю журналу Asiaweek у 2000 році Прабово Субіанто сказав: «Я ніколи не погрожував Хабібі. Я не стояв за заворушеннями. Це цілковита брехня. Я ніколи не зраджував Сухарто. Я ніколи не зраджував Хабібі. Я ніколи не зраджував свою країну. Була певна група, яка хотіла зробити з мене цапа-відбувайла, можливо, щоб приховати свою причетність». Правозахисні групи тривалий час сумнівалися в тому, що Прабово має право балотуватися на пост президента, зазначаючи, що він був звільнений з армії в серпні 1998 року за «неправильне тлумачення наказів» щодо викрадення демократичних активістів. Хоча це була офіційна заява військових, спостерігачі довгий час вважали, що Прабово, тодішньому командувачу Стратегічними резервами армії, дав наказ про марш, це була змова з метою державного перевороту.
Коли він був кандидатом у президенти 2014 року, минуле Прабово піддалося поновленій перевірці, і багато організацій закликали його піти у відставку. 19 квітня його розкритикував поет Фахмі Хабчі, який пов'язав його зі зникненням Віджі Тукула та закликав його повернути Тукула, оскільки його дружина спустошена, сподіваючись на повернення чоловіка. Коаліція, до складу якої входили Imparsial, Kontras, Інститут Сетара та Робоча група з прав людини (HRWG), об'єднані під назвою Коаліція громадянського суспільства за збереження пам'яті відвідала Національну комісію з прав людини (Komnas HAM) в Джакарті 7 травня 2014 року, щоб закликати комісію провести повторне розслідування справи Прабово Субіанто. У звіті від 27 червня 2014 року зазначено, що журналісту-розслідувачу Аллану Наірну погрожували арештом «за розкриття ролі колишнього генерала в порушеннях прав людини».
Під час президентських дебатів 2024 року 12 грудня 2023 року Прабово прямо визнав, що він викрадав Будімана Судятміко, що є порушенням прав людини, пізніше Суджатміко став одним із його речників. Перед дебатами Прабово також зізнався Судятміко, що звільнив усіх активістів, яких він викрав, але не знав про їх подальшу долю після звільнення. Пояснюючи своє рішення, Будіман стверджував, що за 25 років люди змінилися, і він, і Прабово «перейшли в середину». Марія Катаріна Сумарсіх, чий син був застрелений під час розстрілів у Семангі 13 листопада 1998 року, сказала, що Прабово несе відповідальність за цю трагедію.

## Ділова кар'єра
Після звільнення з армії Прабово Субіанто приєднався до бізнесу свого брата Хашима Джоджохадікусумо. Він придбав Kiani Kertas, компанію з виробництва паперової целюлози та плантацій, розташовану в Манкаджангу, Східний Калімантан. До покупки Прабаво Kiani належав Боб Гасан, бізнесмен, близький до колишнього президента Сухарто. Сьогодні Nusantara Group Prabowo контролює 27 компаній в Індонезії та за кордоном. Компанії Prabowo включають Nusantara Energy (нафта та природний газ, вугілля), Tidar Kerinci Agung (плантації пальмової олії) і Jaladri Nusantara (рибна промисловість). Prabowo Subianto змінив бренд Kiani Kertas на Kertas Nusantara. Компанія була заснована в 1990 році і є частиною Nusantara Energy. Він контролює територію площею 3400 гектарів, яка використовується для паперових фабрик, житла для працівників, приватних шкіл і різних об'єктів компанії. Kiani отримала статус ISO 900—2005 як одна з найвищих компаній з управління якістю. Повідомляється, що Kiani Kertas мала фінансові труднощі, і на початку 2014 року робітники вийшли на вулиці, щоб вимагати зарплату, яку не виплачували п'ять місяців.
Прабово Субіанто був найбагатшим кандидатом у президенти на виборах 2009 року зі статками 1,5 трильйонів рупій (близько 150 доларів США мільйонів) і 7,5 мільйонів доларів США.
У 2007 році PT Ridlatama, основним акціонером якої була британська Churchill PLC, провела географічне обстеження східного Калімантану на наявність вугілля. Через два місяці після того, як обстеження дало позитивні результати, офіційні особи Східного Кутаю надали ліцензії на видобуток корисних копалин компанії Nusantara Energy (дочірній компанії Nusantara Group, конгломерату, що належить сім'ї Прабово) на роботу в районі, який досліджував Ridlatama. У 2010 році ліцензію Ridlatama було відкликано, що фактично завершило прийняття Нусантарою операцій Черчілля. Черчілль звернувся до Верховного суду Індонезії, але програв справу. У 2012 році Черчілль подав позов проти уряду Індонезії в Міжнародному центрі з вирішення інвестиційних суперечок (ICSID), вимагаючи 2 мільярда дол. компенсації. Індонезія стверджувала, що ICSID не має повноважень для арбітражу. У 2014 році ICSID постановив, що він має повноваження, і справа все ще триває.
У 2014 році регент Східного Кутаю Ісран Нур публічно підтримав Прабово Субіанто кандидатом у президенти. Він також розглядав можливість порушити кримінальну справу проти Черчілля, стверджуючи, що Черчілль підробив свою ліцензію.

## Адвокатська кар'єра

### Права фермерів (HKTI)
Асоціація фермерів Індонезії (HKTI) була створена 1973 року для захисту прав фермерів. 5 грудня 2004 року Прабово Субіанто був обраний президентом HKTI, а в 2010 році його було призначено на другий термін.

### Ринкові торговці (APPSI)
Індонезійська асоціація торговців традиційним ринком (APPSI) — це некомерційна організація, яка виступає за добробут торговців на традиційних ринках Індонезії. Прабово був обраний президентом APPSI у 2008 році. Як голова організації, Прабово часто закликає уряд обмежити гіпермаркети, регулюючи відстань між ними, щоб не завдавати шкоди дрібним торговцям. «Досі традиційних ринкових торговців завжди ігнорували, тому, коли був створений сучасний ринок, власники капіталу ринкових торговців повинні були бути готові до того, що їх розформують через знесення», — сказав Прабово.

### Пенчак силат (IPSI)

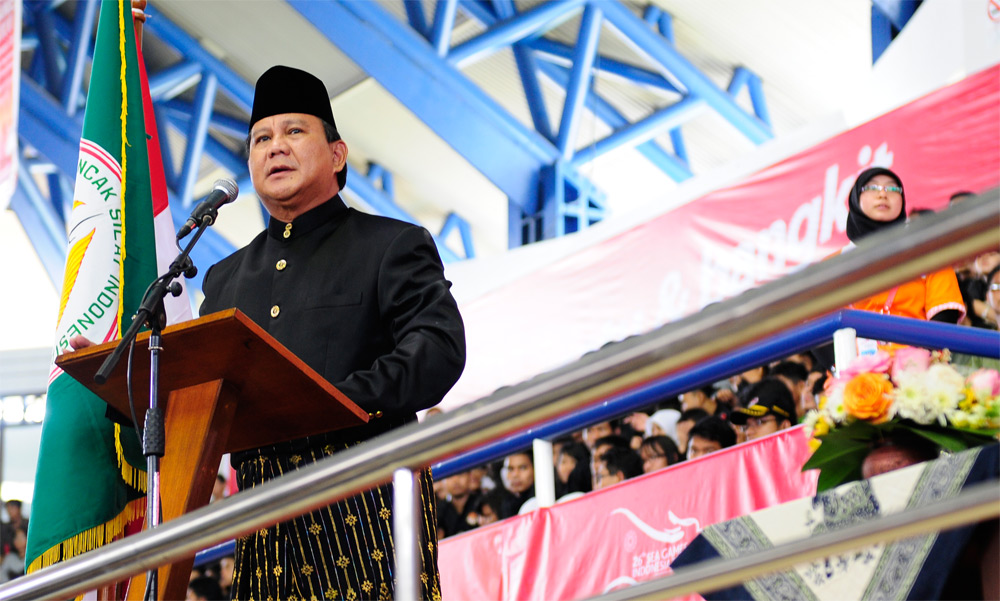
Прабово Субіанто відкриває турнір Ігор Південно-Східної Азії 2011 року з Пенчак силат, який проходив у Таман Міні, Джакарта. Він є головою індонезійської організації пенчак силат.

Пенчак силат — одне з традиційних бойових мистецтв Індонезії. Індонезійська асоціація пенчак силату (IPSI) контролює регулювання спорту в Індонезії, розвиває спортсменів і організовує турніри. Прабово був обраний президентом IPSI у 2004 році та переобраний у 2012 році на третій термін поспіль.
На Іграх Південно-Східної Азії 2011 у Джакарті індонезійці змогли виграти чемпіонат з пенчак силат, вигравши 9 із 18 змагань. Досягнення IPSI під головуванням Прабово були дуже вражаючими на Азійських іграх 2018 року, де в пенчак силат взято 14 із 31 золотих медалей, завойованих індонезійським контингентом. Прабово Субіанто також є президентом Міжнародної федерації пенчак силат (IPSF).

### Трудові мігранти
Індонезійська служба захисту справедливості та миру (Падма) у регіоні Східна Нуса-Тенгара оцінила, що Прабово відіграв важливу роль у звільненні Вілфріди Соїк від смертної кари в суді Кота-Бару, Келантан, Малайзія. Прабово призначив малайзійського адвоката Тана Шрі Мохаммада Сяфея для захисту Вільфріди Сойк. Вільфріда — робітниця зі Східної Нуса-Тенгари, яку відправили нелегально. Вілфріда була засуджена до смертної кари за вбивство свого роботодавця Йепа Сок Пен 7 грудня 2010 року.

## Політична кар'єра

### Початок політичної кар'єри
Використовуючи свої зв'язки з президентом Сухарто, Прабово Субіанто та його брат намагалися змусити замовкнути журналістів і політичних критиків у 1990-х роках. Хашим безуспішно тиснув на Гоенавана Мохамада, щоб той продав йому свій відвертий і заборонений журнал Tempo. Будучи підполковником, Прабово Субіанто запросив Абдуррахмана Вахіда до штабу свого батальйону в 1992 році та попередив його, щоб він дотримувався релігії та тримався подалі від політики, або зіткнеться з невизначеними діями, якщо він продовжить опонувати президенту. Пізніше він попередив інтелектуала Нурчоліша Маджіда (Cak Nur), щоб той пішов у відставку з підрозділу спостереження за виборами, створеного Гоенаваном Мохамадом, який командувач збройними силами Фейсал Танджунг засудив як «очевидно неконституційний».

### Голкарський з'їзд партії
У 2004 році Прабово Субіанто був одним із п'яти претендентів Національного з'їзду партії Голкара, щоб стати кандидатом у президенти від партії Голкар. Він набрав найменшу кількість голосів, лише 39, і у першому турі вибув. У другому турі голосування переміг Віранто. Посівши останнє місце на партійному з'їзді, Прабово був членом Консультативної ради Голкара до своєї відставки 12 липня 2008 року.

### Партія Геріндра
У лютому 2008 року найближче оточення Прабово, включаючи Фадлі Зона, Мучді Пурвопраньоно та молодшого брата Прабово Хашіма Джоджохадікусумо, разом із кількома іншими заснували партію Геріндра. Прабово працював головою опікунської ради Центральної ради керівництва (DPP). Пізніше він був призначений генеральним головою партії після смерті попереднього голови партії Сухарді в 2014 році.

## Кандидатура у віце-президенти

### Загальні вибори 2009 року
У травні 2009 року Геріндра висунув Прабово Субіанто на посаду президента на виборах 2009 року. Однак, отримавши 26 з 560 місць в індонезійському парламенті, партія не мала необхідної кількості, і Прабово Субіанто балотувався як віцепрезидент від Мегаваті Сукарнопутрі, дочки першого президента Індонезії Сукарно. Прабово і Мегаваті підписали угоду Бату-Туліс, в якій говорилося, що:
1. Демократична партія боротьби Індонезії і Геріндра висунули Мегаваті кандидатом у президенти, а Прабово кандидатом у віце-президенти на виборах 2009 року.
2. У разі обрання Прабово зможе контролювати економічні програми та політику Індонезії, які «базуються на принципах стояння на власних ногах, суверенності в політичній сфері та національної індивідуальності в культурній сфері в рамках президентської системи».
3. Прабово може визначити, хто буде міністром лісового господарства, міністром сільського господарства, міністром фінансів, міністром державних підприємств, міністром енергетики та мінеральних ресурсів, міністром морських справ і рибальства, міністром промисловості, міністром трудових ресурсів і міграції, міністром Закон і права людини та Міністр оборони.
4. Сформований уряд підтримуватиме народну програму PDI-P і вісім програм дій Геріндри для процвітання народу.
5. Фінансування виборів 2009 року покриватиме 50 % Мегаваті і 50 % Прабово.
6. Мегаваті підтримає Прабово як кандидата на президентських виборах 2014 року.

Ця пара, яку індонезійські медіа називають Mega–Pro, набрала 27 % голосів і програла Сусіло Бамбангу Юдхойоно та його напарнику, економісту Боедіоно. Результати ручного підрахунку ЦВК, оприлюднені 25 липня 2009 року, мало чим відрізнялися від результатів швидкого підрахунку. Мегаваті та Прабово були відсутні під час оголошення офіційних результатів голосування, хоча Закон № 42 від 2008 року про вибори президента та віце-президента зобов'язував кожну пару кандидатів бути присутніми при визначенні офіційних результатів президентських виборів.

## Кандидатури в президенти

### Загальні вибори 2014 року

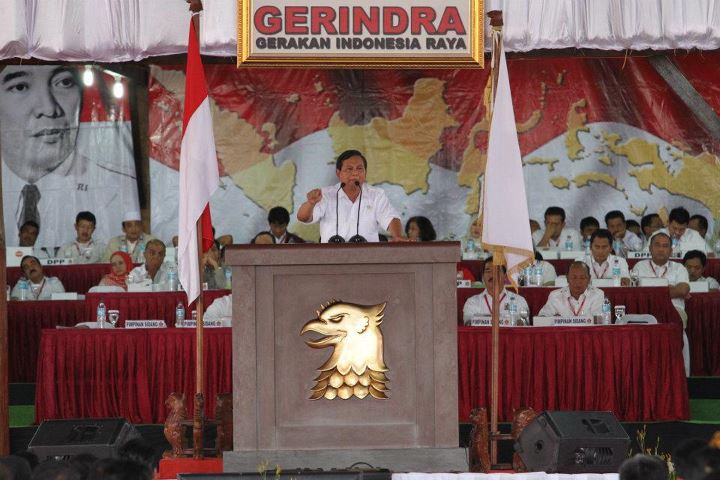
Прабово Субіанто приймає мітинг партії Геріндра для висунення кандидатів на президентські вибори 2014 року в Лембах Хамбаланзі 17 березня 2012 року.

У листопаді 2011 року Прабово Субіанто оголосив про свій намір балотуватися на президентських виборах 2014 року. Опитування, опубліковані Центром політичних досліджень і стратегічного розвитку (Puskaptis) і Індонезійським інститутом опитування, опубліковані 23 лютого 2012 року дали йому перевагу, але спостерігачі та активісти поставили під сумнів результати опитувань.
У березні 2012 року Геріндра назвала Прабово Субіанто своїм кандидатом у президенти 2014 року. Потім гасло партії було змінено на Gerindra Menang Prabowo Presiden (Геріндра перемагає, Прабово стає президентом). Прабово Субіанто заявив, що в разі перемоги буде керувати адміністрацією, сприятливою для інвестицій, і що Індонезія потребує більшої розвідки енергоресурсів. Крім того, він сказав, що перебуває в тісному контакті з профспілками і вважає, що зростання невдоволення робітників може бути врегульоване за допомогою мудрого державного бюджету. Він пообіцяв використати військову ефективність для просування хронічно відкладених інфраструктурних проектів, а також створити робочі місця в глибинці архіпелагу за рахунок підвищення продуктивності сільського господарства. Ще одним стовпом платформи Прабово було те, що він був цілком світським, і його партія планувала захищати права релігійних меншин у країні з мусульманською більшістю.
За численними швидкими підрахунками після парламентських виборів 9 квітня, Герінда посіла третє місце, позиціонуючи Прабово Субіанто як одного з двох провідних кандидатів у президенти на виборах, які відбудуться 9 липня, іншим був губернатор Джакарти Джоко Відодо. У вівторок, 20 травня 2014 року, Голкар разом із Партією об'єднаного розвитку (PPP), Партією національного мандата (PAN), Партією процвітаючої справедливості (PKS) і Партією зірок-півмісяців (PBB) офіційно підтримали Прабово балотуватися на президентських виборах 2014 р.; коаліція набрала 48,9 % голосів і 52,1 місця в парламенті. Напередодні Прабово обрав колишнього міністра-координатора економіки Гатту Раджасу своїм напарником у віце-президенти.
22 липня 2014 року, у день, коли ЦВК мала оголосити свій офіційний підрахунок голосів, Прабово Субіанто знявся з перегонів після того, як наполягав на своїй перемозі, оскільки були оприлюднені початкові швидкі підрахунки, хоча більшість показала, що Джокові випереджає. Він пояснив цей вихід тим, що Індонезія «не виконала свій обов'язок перед демократією» через «масове шахрайство, яке є структурованим і систематичним» і заявив, що він і Гатта «здійснюють наше конституційне право відхилити президентські вибори та оголосити їх неконституційними». У його промові, що транслювалася в прямому ефірі, було зазначено, що він оскаржить результати в Конституційному суді. Пізніші звіти вказували на плутанину щодо того, чи Прабово Субіанто відмовився від участі у виборах чи просто відхилив підрахунок.
За словами Дугласа Раміджа з Bower's Asia Group, що базується в Джакарті, це був перший випадок з початку Reformasi у 1998 році, коли легітимність виборів була поставлена під сумнів; він заявив, що країна вступає в «незвідану територію». Законність виклику Прабово Субіанто викликає сумніви, оскільки, якщо він знявся, він більше не вважається кандидатом у президенти. Як пише The Jakarta Post, якщо він зможе впоратися з цим викликом, розрив між ними буде достатнім, щоб ускладнити такий виклик. Відповідно до закону про президентські вибори, Прабово може загрожувати до шести і 100 років позбавлення волі мільярд рупій (10 мільйонів $) штрафу за зняття. Пізніше того вечора Джоко Відодо був офіційно оголошений президентом і почав отримувати привітання від світових лідерів.
Після оголошення результатів виборів вартість індонезійської рупії впала на 0,3 %, а JSX Composite впав на 0,9 %. Спостерігачі спростували звинувачення Прабаво у шахрайстві, встановивши, що вибори були «загалом чесними та вільними». Масваді Рауф з Університету Індонезії заявив, що не було «жодних ознак значного шахрайства», і що відмова Прабово просто відображає «справжнє ставлення еліти, яка ще не готова прийняти програш». 21 серпня 2014 року Конституційний суд Індонезії відхилив його позов про шахрайство, підтвердивши його поразку на виборах.

### Загальні вибори 2019 року
12 квітня 2018 року Прабово Субіанто оголосив, що братиме участь у президентських виборах 2019 року, якщо зможе отримати достатню підтримку інших політичних партій. Індонезійські медіа припускали, чи стане Прабово Субіанто кандидатом у президенти чи «творцем короля», який підтримає іншого кандидата. Брат Прабово Хашим у березні 2018 року заявив, що перед тим, як партія оголосить кандидата в президенти, потрібно врахувати стан здоров'я та матеріально-технічні фактори.
У квітні 2018 року Джон МакБет повідомив, що міністр морської координації Лухут Бінсар Панджайтан провів низку зустрічей з Прабово Субіанто, кульмінацією яких стала пропозиція про спільний квиток Джокові-Прабово на виборах 2019 року. Повідомляється, що Лухут втратив свій ентузіазм після того, як Прабово нібито сказав, що він хотів би керувати військовими і мати сім місць у будь-якому новому кабінеті. Фадлі Зон заперечив, що Лухут і Прабово обговорювали політику, стверджуючи, що вони просто говорили про кроки Європи щодо обмеження імпорту індонезійської пальмової олії. Представник Геріндри Андре Росіаде також відкинув повідомлення як обман.

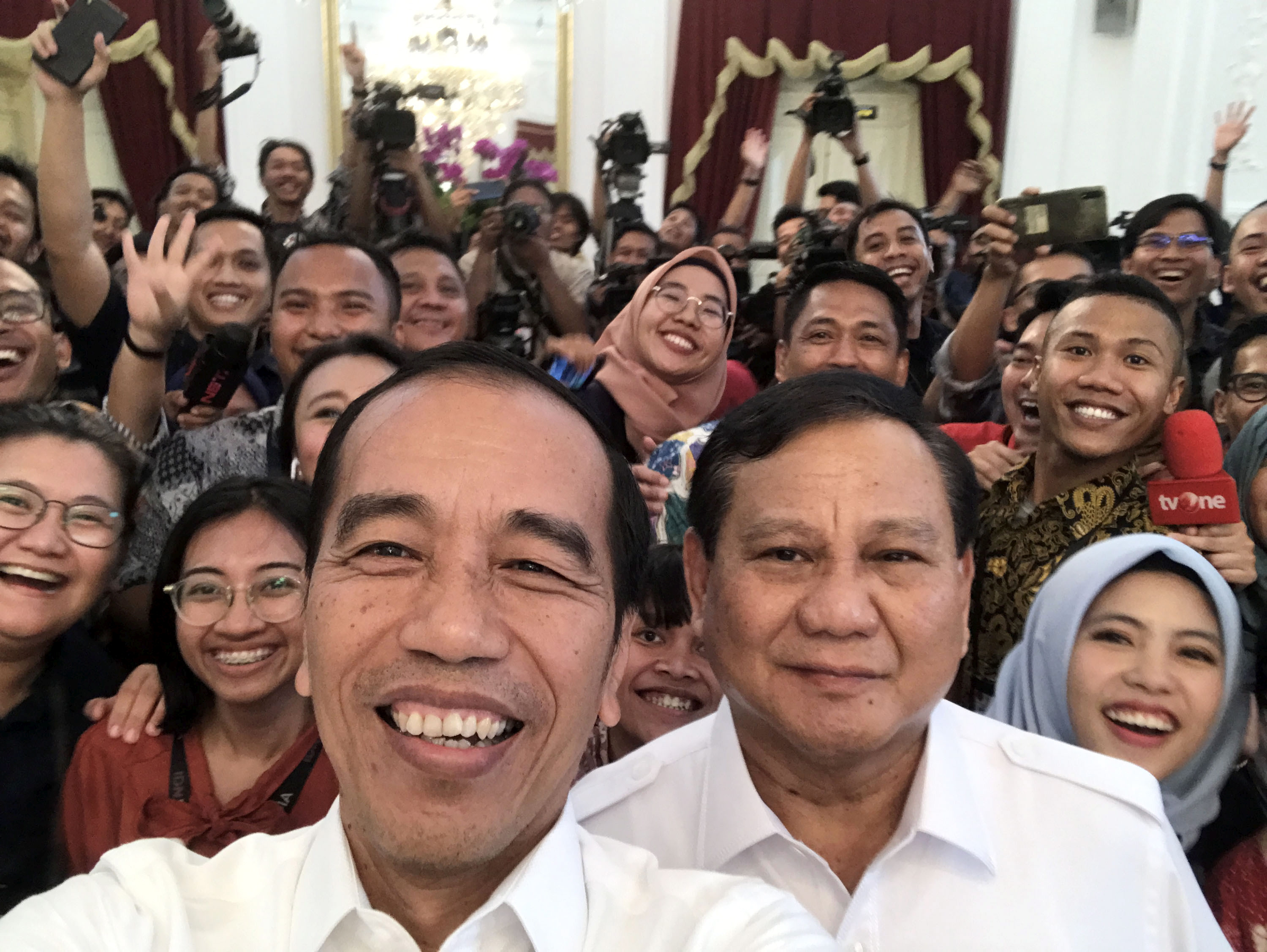
Прабово Субіанто та колишній президент Індонезії Джоко Відодо 11 жовтня 2019 року

10 серпня 2018 року Прабово Субіанто зареєструвався в офісі ЦВК на президентських виборах 2019 року з Сандіаґою Уно як його напарником та за підтримки Геріндри, Демократичної партії, Партії Беркарія та інших партій. Демократична партія хотіла, щоб Прабово Субіанто обрав своїм напарником Агуса Харімурті Юдхойоно. Після виборів «швидкий підрахунок», проведений на виборчих дільницях незалежними установами, уповноваженими урядом, показав, що Джокові переміг із перевагою приблизно в 10 %, але Прабово Субіанто заявив про перемогу, наполягаючи на тому, що реальний підрахунок, проведений ним, показав, що він отримав 62 % голосів. Його необґрунтовані заяви про поширене шахрайство спонукали його прихильників влаштувати протести в Джакарті, що призвело до заворушень, у результаті яких вісім людей загинули та 737 отримали поранення. У червні 2019 року Конституційний суд одноголосно відхилив апеляцію Прабаво на результати виборів.
14 липня 2019 року Прабово нарешті поступився Джокові під час поїздки на поїзді в станції Метрополітену Джакарти, привітав Джокові та вибачився за критику його під час передвиборчої кампанії на адресу критики його засмучених прихильників, які висловили, що Прабово має залишитися частиною опозиції. 21 жовтня 2019 року його власна партія Геріндра приєдналася до Коаліції Джокові «Назустріч Індонезії», а сам Прабово 23 жовтня 2019 року був призначений міністром оборони, таким чином увійшовши до кабінету Джокові.

### Загальні вибори 2024 року
7 січня 2023 року Прабово Субіанто розпочав свою третю президентську кампанію на президентських виборах 2024 року. Він балотується як президент разом із Гібраном Ракабумінгом Ракоюа (старшим сином Джоко Відодо, тодішнього президента Індонезії), як його кандидат у віце-президенти. І він, і Гібран зареєструвалися в офісі ЦВК 25 жовтня 2023 року за підтримки Геріндри, Голкара, Демократичної партії, Партії Гелора, Партії індонезійської солідарності, Партії Гаруда та ріду інших партій. І його, і кандидатури Гібрана оскаржили в Конституційному суді через віковий ценз. У справі Прабово порушили справу через його похилий вік (на момент оголошення своєї кандидатури Прабово був 71 рік) і те, що він оголосив свою кандидатуру втретє. Верховний суд постановив відмовити в позові.
У листопаді 2023 року Прабово Субіанто закликав до «перебалансування» того, що в останні десятиліття Індонезія дивилася на Захід; тепер їм варто вчитися у Сходу, як у Китаю, Індії, Японії та Південної Кореї. Прабово підтримав ідею приєднання Індонезії до БРІКС, якщо це буде вигідно для економіки Індонезії, посилаючись на природу БРІКС як економічного блоку, а не геополітичного.
14 лютого 2024 року, за неофіційним звітом, Прабово вдалося лідирувати на трьох виборчих лініях, отримавши 58 % голосів. Прабово переміг у швидкому підрахунку, який проводили всі опитування, і закликав до єдності, оскільки він пообіцяв бути президентом для всіх індонезійців і сформує уряд, який очолить «найкращі сини та доньки Індонезії». Незважаючи на це, він також сказав своїм прихильникам спокійно, але обережно чекати офіційних результатів від ЦВК.
20 березня 2024 року Центральна виборча комісія (ЦВК) оголосила про перемогу Прабово, яка отримала понад 96 мільйонів голосів. Прабово та його кандидат у віце-президенти Гібран Ракабумінг склали присягу 20 жовтня 2024 року.
22 квітня 2024 року Конституційний суд відхилив усі оскарження результатів президентських виборів, дозволивши ЦВК визнати переможцем тандем Прабово-Гібран.

## Міністр оборони

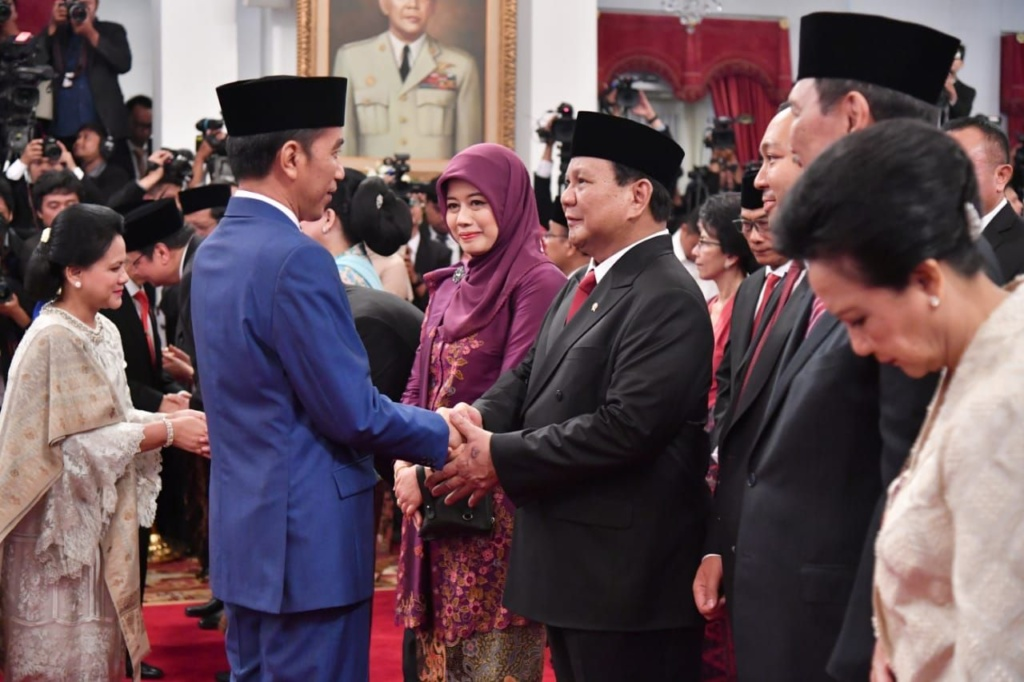
Інавгурація Прабово Субіанто на посаді міністра оборони, 2019 рік

### Призначення
23 жовтня 2019 року президент Джоко Відодо прийняв на посаду міністра оборони Індонезії Прабово Субіанто. Йому допомагав Сакті Вахю Тренггоно як заступник міністра оборони. За словами Джокові, Прабово отримав роботу оскільки він «справді, він має там великий досвід». Джокові пояснює, що його рішення призначити Прабово покликане побудувати «демократію, засновану на взаємній співпраці», і сказав, що це для блага країни, тоді як Прабово сказав, що він висловив своє бажання служити, і його рішення прийняти призначення є збереженням національного єдність.

### Військовий
Незабаром після інавгурації Прабово Субіанто для національної оборони Індонезії почав виступати за доктрину «тотальної народної війни». Для реалізації цього він сформував резервний компонент 7 жовтня 2021 року та призначив телеведучого Дедді Корбузьє послом резервного компоненту для посилення набору персоналу.
Враховуючи те, що частина обладнання Індонезійської національної армії є застарілим, Прабово доклала зусиль, щоб продовжити модернізацію військового потенціалу. Він вважав, що довгострокове планування з припущенням, що оборонний бюджет зафіксовано на рівні 0,8 % ВВП Індонезії, дозволить Індонезії придбати найсучаснішу зброю, а також побудувати національну оборонну промисловість. План, який з'явився громадськості незабаром після трагедії із загибеллю підводного човна KRI Nanggala, став гарячою дискусією, оскільки запропонована сума досягла 1700 трильйонів рупій (1,7 квадрильйона рупій) або 68 трлн рупій на рік.

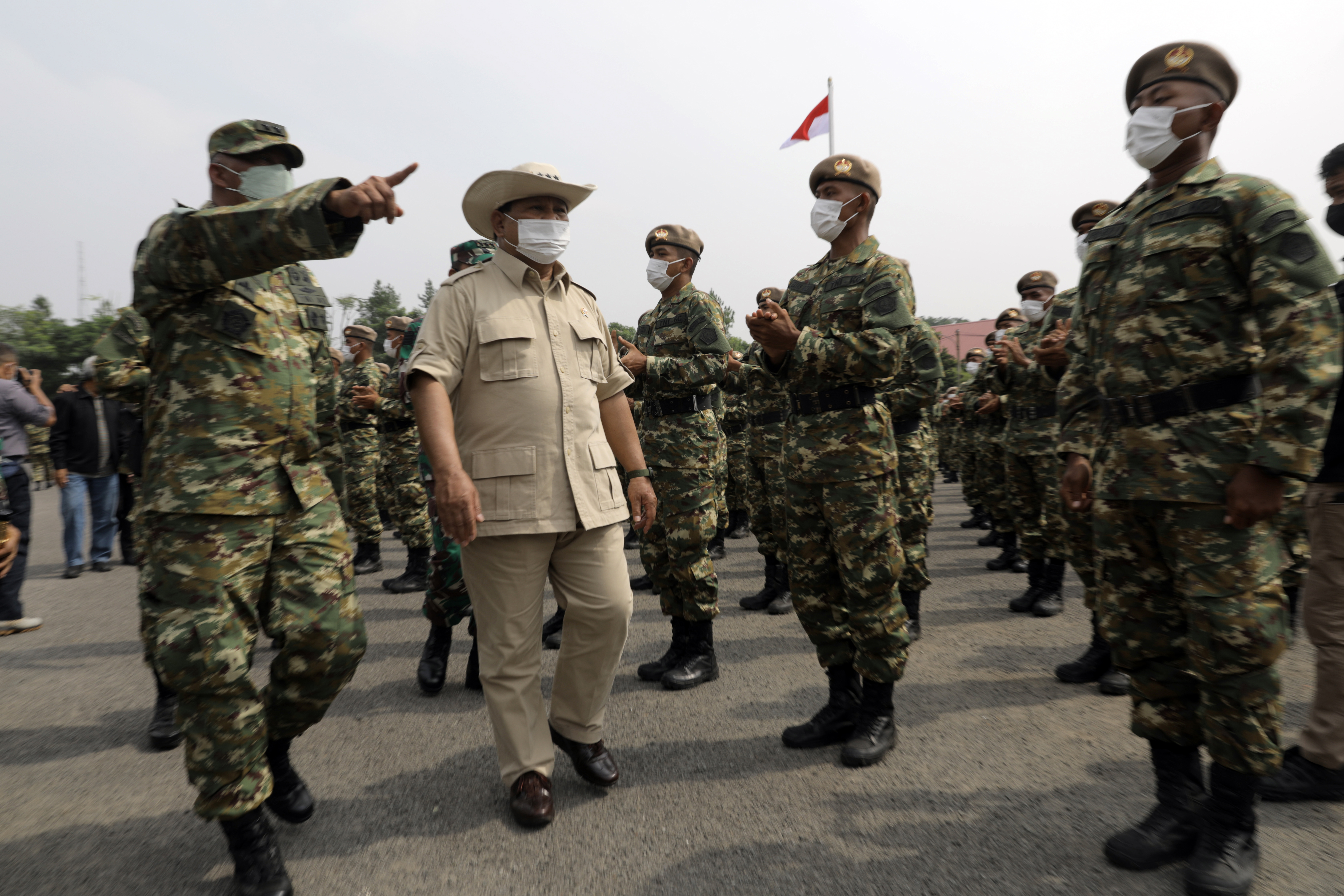
Прабово Субіанто інспектує індонезійських солдатів у жовтні 2021 року

Прабово використовував надійність оборонного бюджету для закупівлі основного обладнання для передової зброї, якого Індонезійська національна армія ніколи не мала. Він планує значно розширити внутрішні можливості Індонезії з виробництва боєприпасів, оскільки потужність Індонезії з виробництва боєприпасів становить лише 450 мільйонів патронів на рік, незважаючи на попит на один мільярд патронів на рік. Для ВПС Індонезії Прабово прагне придбати нові винищувачі у США та Франції, такі як General Dynamics F-16 Fighting Falcons і Dassault Rafales і в той же час купує нові транспортні літаки, такі як Airbus A400M Atlas і новіший Lockheed Martin C-130J Super Hercules. Для ВМС Індонезії Прабово підписав контракти на нові надводні бойові кораблі, такі як Arrowhead 140 і FREMM, досліджуючи можливе місцеве виробництво підводних човнів класу Scorpene під керівництвом індонезійських суднобудівельників. 2020 року він також замовив 500 легких позашляховиків Pindad Maung.
Він також очолював спроби переглянути переговори щодо оплати програми винищувачів KAI KF-21 Boramae після того, як його попередник Рямізард Рякуду призупинив оплату акцій Індонезії в програмі. Пізніше він представляв Індонезію на запуску прототипу літака. Під час події був присутній президент Південної Кореї Мун Чже Ін.
20 квітня 2022 року разом із міністром державних підприємств Еріком Тохіром Прабово зміцнив оборонну промисловість Індонезії, об'єднавши PT Len, Pindad, PAL Indonesia, Indonesian Aerospace і PT Dahana в єдиний холдинг Defend ID.

### Програма продовольчої нерухомості
У 2020 році Прабово був призначений Джокові очолити національну програму продовольчої нерухомості. Джокові мотивував своє призначення тим, що як міністр оборони Прабово відіграє важливу роль у реалізації стратегічних проєктів, таких як зберігання продовольства. Будівництво сховищ для продовольства в Центральному Калімантані розпочалося в середині 2020 року з використанням існуючих рисових полів площею близько 30 000 гектарів, з яких 10 000 гектарів розташовані в регентстві Пуланг Пісау і 20 000 гектарів — в регентстві Капуас. У 2021 році цей проєкт буде розширено до 44 135 гектарів. Хоча Прабово був обраний лідером проєкту, він підкреслює, що Міністерство оборони відіграватиме лише допоміжну роль у роботі над продовольчими маєтками, оскільки провідну роль відіграватиме міністр сільського господарства, вказуючи на те, що міжсекторальна співпраця є ключем до успіху цього проєкту. Це відображає синергію між сільськогосподарським та оборонним секторами в прагненні досягти стійкості та національної продовольчої безпеки.

### Зовнішня політика

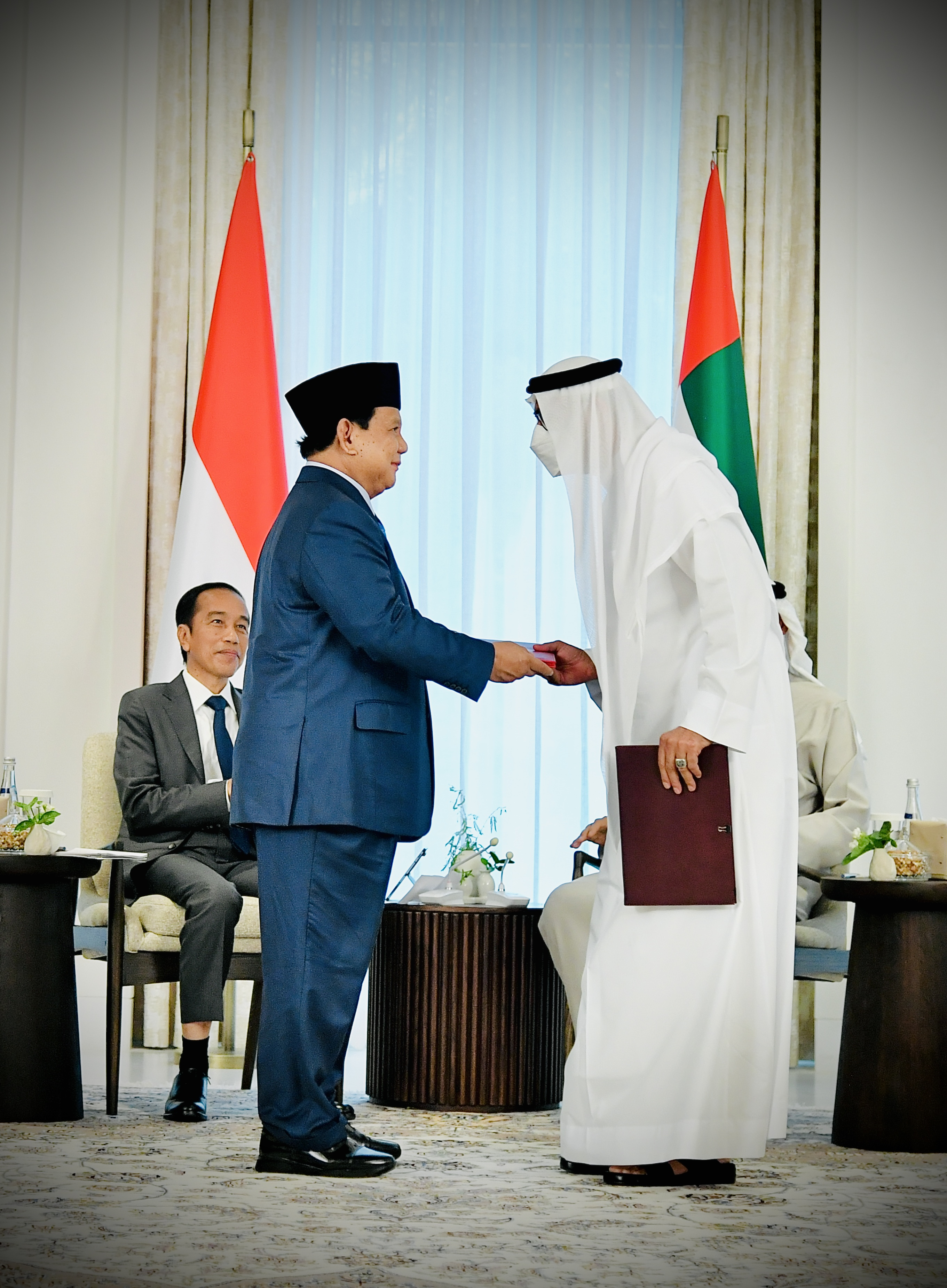
Зустріч Прабово з міністром оборони ОАЕ Мохаммедом бін Рашидом Аль Мактумом у липні 2022 року

За перші 100 днів на посаді міністра оборони Прабово відвідав 8 країн, щоб для зміцнення військових відносин зустрітися з міністрами оборони Малайзії, Таїланду, Туреччини, Китаю, Японії, Філіппін і Франції.
Прабово також докладав зусиль, щоб допомогти державним оборонним підприємствам експортувати свою продукцію за кордон. Йому вдалося допомогти Indonesian Aerospace експортувати літаки CN-235 до Сенегалу та літаки NC-212i до Таїланду, а також допомогти PAL Indonesia експортувати докові військові кораблі десантної платформи для ВМС Філіппін.

#### Південно-Китайське море

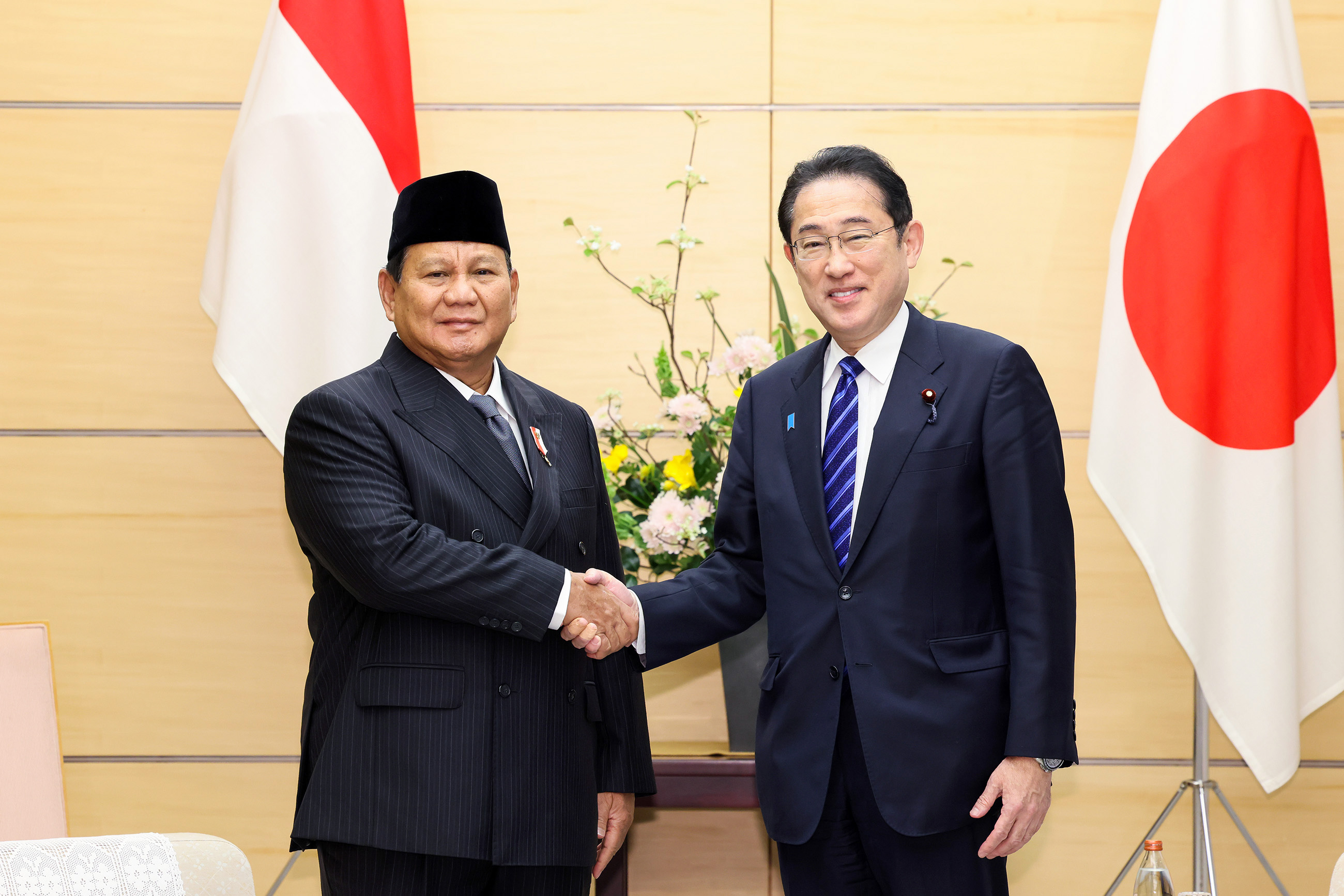
Прабово з прем'єр-міністром Японії Фуміо Кісіда у квітні 2024 року

Після інциденту наприкінці 2019 року, коли китайські судна порушили ВЕЗ Індонезії біля островів Натуна, Прабово Субіанто закликав до обережної реакції, називаючи Китай «дружньою нацією». Також у відповідь на інцидент він наказав розгорнути додаткові кораблі ВМС у регіоні. Незважаючи на суперечки щодо його бездіяльності на острові Натуна, опитування Indo Barometer на початку січня показує, що Прабово Субіанто є найпопулярнішим міністром у кабінеті Джокові.
На запитання про ситуацію в Південно-Китайському морі під час сесії IISS Shangri-La Dialogue 14 червня 2022 року Прабово відповів, що Індонезія поважає інтереси всіх країн, які беруть участь у цьому регіоні. Потім він процитував Нельсона Манделу про те, що «ваші вороги не повинні також бути нашими ворогами». У відповідь на формування AUKUS і австралійські плани придбати атомні підводні човни, Прабово вважає, що альянс створено на основі оборони, і це було нижче суверенних прав Австралії, Великої Британії та США.
Міністерство оборони США заявило, що і міністр Ллойд Остін, і міністр Прабово вважають агресію Китаю в Південно-Китайському морі несумісною з міжнародним правом. Цю заяву потім спростував речник МЗС Ван Веньбінь як брехню, стверджуючи, що Прабово ніколи не говорив про це, коли китайське посольство зв'язувалося з прес-службою Міністерства оборони. Пізніше сам Прабово спростував американську заяву, заявивши, що не було ні спільної заяви, ні прес-конференції з цього приводу, і заявив, що Індонезія підтримує хороші стосунки з Китаєм, Сполученими Штатами та Росією та поважає їхні інтереси, наполягаючи на позаблоковій позиції Індонезії.
Під час 3-х президентських дебатів на виборах 2024 року Прабово стверджував, що ситуація в регіоні підкреслює потреби сильної армії. Він заявляє, що військовим потрібно більше патрульної платформи та супутників, щоб захистити націю від зовнішніх загроз.

#### США

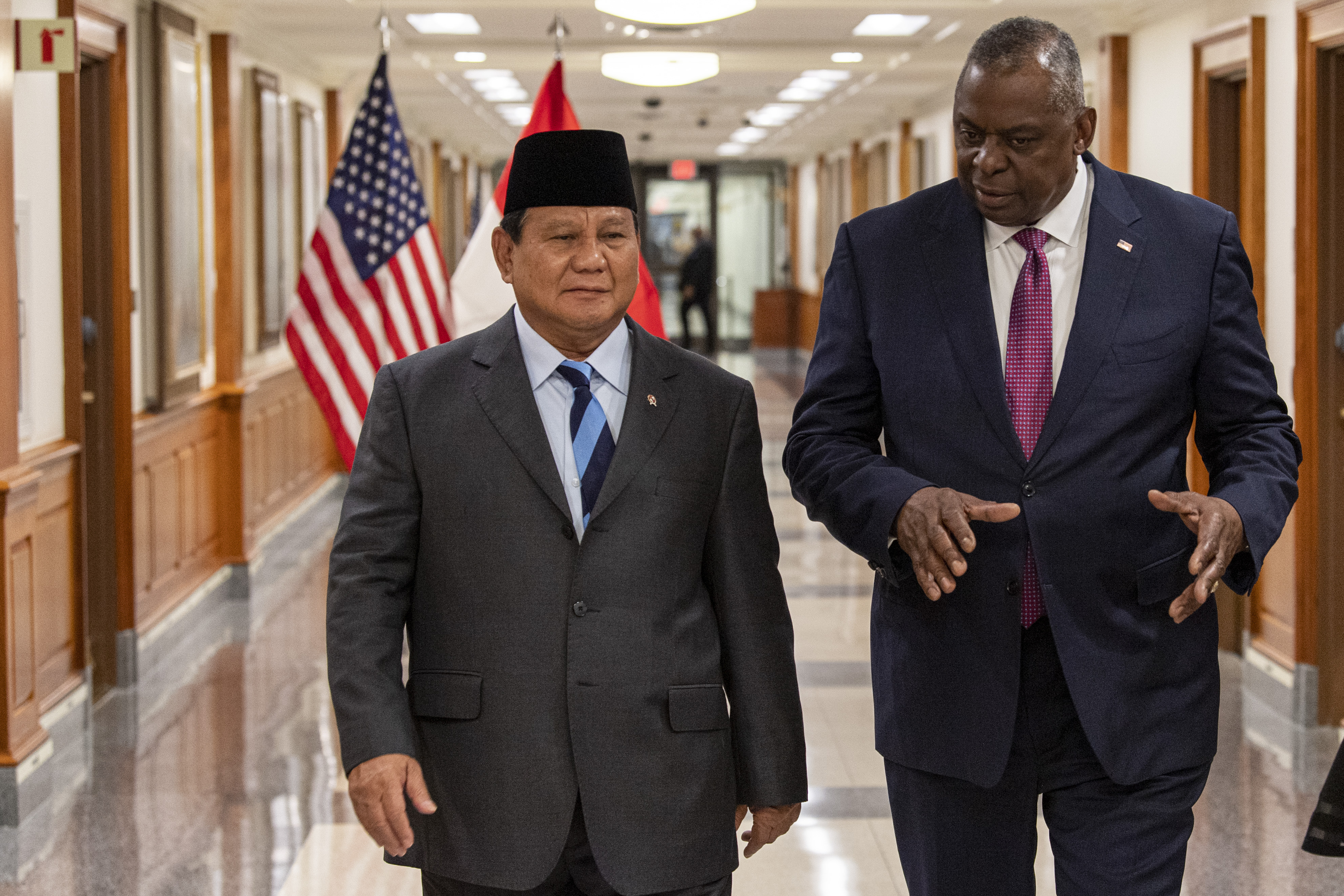
Прабово з міністром оборони США Ллойдом Остіном у серпні 2023 року

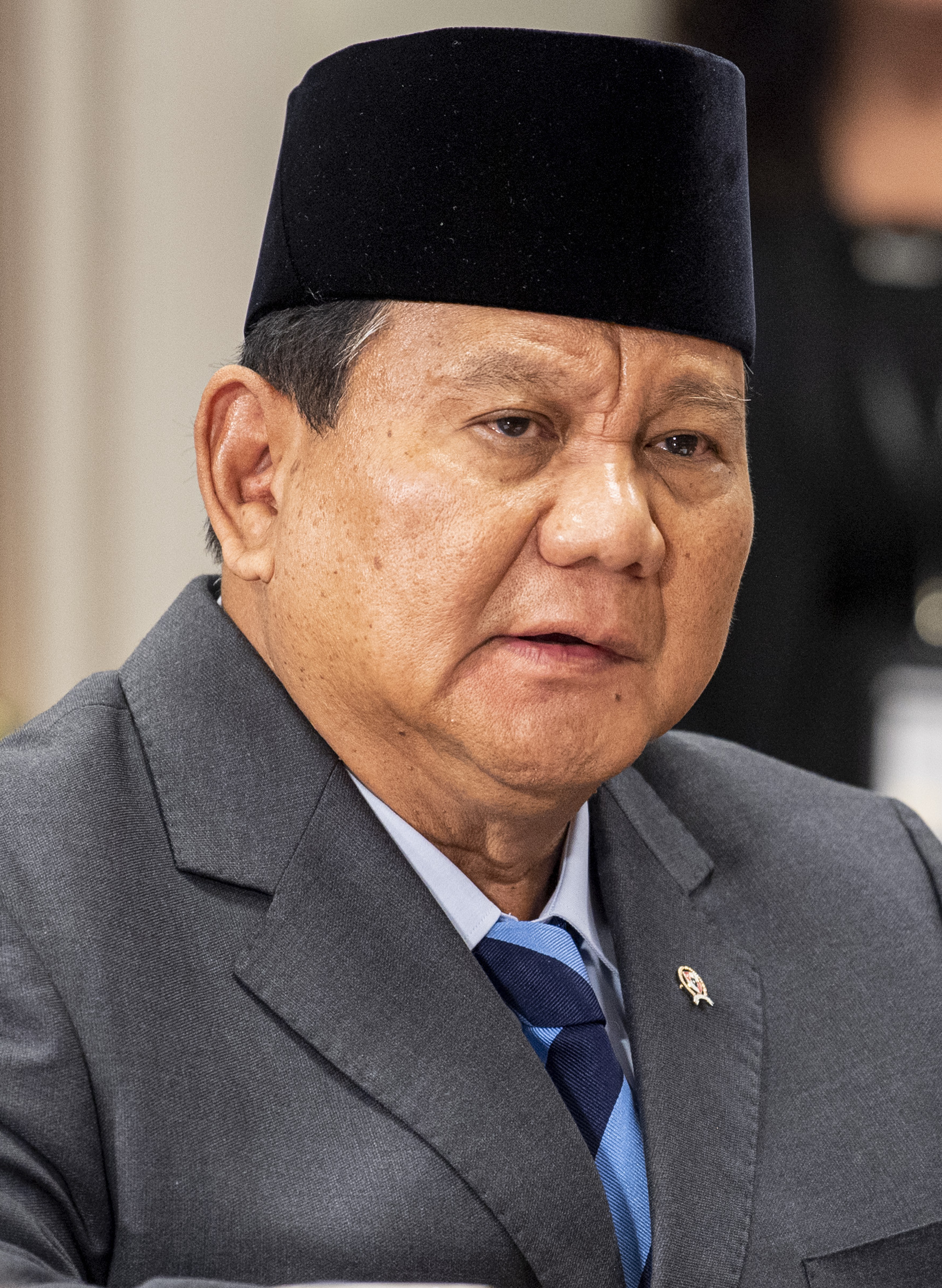
Прабово під час двостороннього обміну в Пентагоні 24 серпня 2023 року

У жовтні 2020 року Прабово Субіанто відвідав Сполучені Штати, незважаючи на його попередню заборону на в'їзд до країни, як міністр оборони після запрошення свого американського колеги Марка Еспера та отримання візи. Кілька правозахисних організацій, зокрема Amnesty International, раніше закликали адміністрацію Трампа скасувати візит. Під час своїх частих закордонних візитів, наприклад у Сполучені Штати, Прабово вдалося переконати Конгрес Сполучених Штатів схвалити продаж передового надзвукового винищувача F-15EX Eagle II до Індонезії.

#### Російсько-українська війна
3 червня 2023 року Прабово Субіанто запропонував багатопунктовий мирний план для припинення триваючого російського вторгнення в Україну на діалозі Шангрі-Ла IISS у Сінгапурі. Його пропозиція включає ряд пунктів.
1. Негайне припинення бойових дій шляхом припинення вогню.
2. Створення демілітаризованих зон шляхом відходу на 15 кілометрів від передових позицій.
3. Референдуми ООН щодо спірних територій.

Міністр оборони України Олексій Резніков категорично відхилив пропозицію Прабово, заявивши, що ця пропозиція є «російським, а не індонезійським планом». Цю пропозицію також розкритикував верховний представник ЄС із зовнішньої політики Жозеп Боррель, заявивши, що має бути «справедливий мир», а не «мир капітуляції». Його також критикувала Демократична партія боротьби Індонезії, коли генеральний секретар Хасто Крістіанто сказав, що Індонезії не потрібен лідер, який дає поради, що відхиляються від принципу «вільної та активної» дипломатії. Однак його план був добре сприйнятий Китаєм, коли колишній посол Китаю в Сполучених Штатах Цуй Тянькай висловив вдячність за зусилля Прабово, одночасно критикуючи Захід за неправильне управління власною ситуацією з безпекою. Пізніше Джокові подзвонив Прабово для роз'яснень щодо мирного плану, оскільки Індонезія офіційно засудила Росію за вторгнення. Тоді Джокові уточнив, що мирний план Прабово є «добрим», бо це лише пропозиція у відкритому діалозі та офіційно не відображає позицію Індонезії.
2 червня 2024 року президент України Володимир Зеленський зустрівся з Прабово на полях ІІСС Шангрі-Ла Діалогу в Сінгапурі та запросив його взяти участь у українському мирному саміті в Женеві в червні 2024 року, сподіваючись на його участь. У відповідь на це запрошення Прабово сказав, що не може підтвердити свою присутність на червневому саміті, і йому довелося обговорити з президентом Джокові, міністром закордонних справ Ретно Марсуді та міністром-координатором з політичних, правових питань і питань безпеки Хаді Тьяхджанто офіційну інформацію Індонезії. позиція щодо участі в саміті. Прабово сказав Зеленському, що «багато країн вважають, що на мирному саміті повинні бути присутніми всі учасники, особливо Росія». Прабово запропонував рішення Індонезії Зеленському, який, здавалося, не прийняв пропозицію Індонезії щодо припинення вогню, і Прабово прагне продовжувати пошуки рішення. Прабово також запропонував Зеленському хороші послуги Індонезії в будь-яких напрямках пошуку рішень для миру між Росією та Україною.

#### Газа-ізраїльський конфлікт
Під час конфлікту між Ізраїлем і Хамасом у 2023 році Прабово Субіанто висловив своє розчарування західними країнами, які, здавалося, мовчали, коли бачили, як мирні жителі та діти стають жертвами війни, і звинувачували Захід у сприйнятті подвійних стандартів щодо прав людини. Він пожертвував 5 мільярдів рупій своїх особистих статків палестинському народу і приєднався до президента Джокові, державного секретаря Пратікно, міністра закордонних справ Ретно Марсуді та посла в Індонезії з Палестини Зухайра Аль Шуна у відправці 51,5 тонни допомоги, доставленої індонезійськими повітряними силами. Він також спілкувався з міністром оборони Єгипту Мохамедом Ахмадом Закі, щоб дозволити прохід госпітальному кораблю ВМС Індонезії KRI <i id="mwA6I">dr. Radjiman Wedyodiningrat</i> причалити біля Ель-Аріш, Синай, щоб доставити подальшу допомогу для Палестини.
Під час діалогу IISS Shangri-La в Сінгапурі 2 червня 2024 року Прабово заявив про готовність Індонезії відправити війська в Газу в рамках миротворчої місії ООН, якщо це буде необхідно, а також про готовність Індонезії евакуювати і лікувати до 1000 поранених палестинців в індонезійських лікарнях в найкоротші терміни, якщо це дозволить ситуація на місцях. Його заяву підтримав командувач Національними збройними силами Індонезії Агус Субіянто, заявивши, що армія може розгорнути 1394 військовослужбовців для миротворчої місії в Газі і звернулася до Сінгапуру та Австралії, які висловили свою зацікавленість у приєднанні до Індонезії для проведення спільної операції. Президент Джокові висловив свою підтримку плану Прабово щодо надання медичної допомоги та доручив йому шукати співпраці з Об'єднаними Арабськими Еміратами щодо функціонування лікарні в Газі і полетів до Йорданії на саміт щодо Гази від імені Джокові. Ідею Прабово також підтримав прем'єр-міністр Анвар Ібрагім, який запропонував спільну місію Індонезії та Малайзії.

### Освіта
Однією з перших дій Прабово на посаді міністра оборони було розширення сфери навчання в Індонезійському університеті оборони. Відповідно до директиви Прабово, кампус відкрив програми бакалавра військової медицини та бакалавра природничо-математичних і військових наук. Він також скасував плату за навчання для видатних курсантів і забезпечив добробут студентів, надаючи ноутбуки з кампусу. 25 березня 2022 року Джокові та Прабово розширили кампус, відкривши філію за межамиСентула, Західна Ява, а саме Політехнічний інститут Бен Мбой, у Белу, Східна Мала Тенгара.
Прабово також особисто прийняв 22 палестинських студентів, які будуть зараховані до кампусу 8 листопада 2023 року з 5-річним терміном навчання медицини, фармації та інженерії. Він дав їм повну стипендію та пообіцяв зарахувати більше палестинських студентів до університету. За словами Прабово, їхня реєстрація є частиною власного зобов'язання Індонезії допомогти Палестині в її зусиллях стати визнаною суверенною країною.

## Президентство (2024–дотепер)

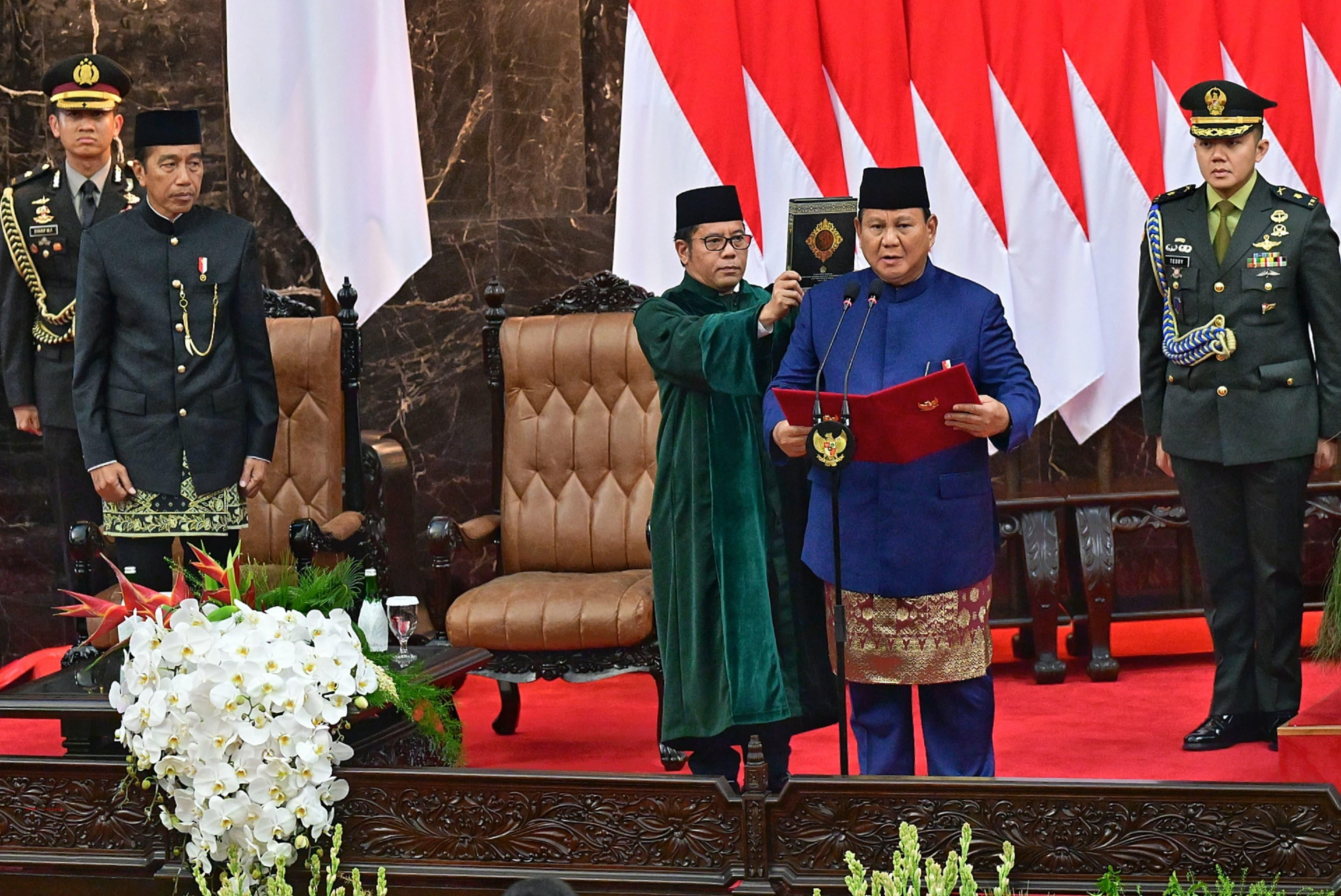
2024 року Прабово Субіанто складає президентську присягу

На президентських виборах 2024 року пара Прабово–Джібран виграла президентські вибори з 58,59 % голосів проти двох своїх опонентів, Анієса–Мухайміна та Ганджара–Махфуда.
20 жовтня 2024 року Прабово Субіанто обійняв посаду президента Індонезії. На день інавгурації Прабово виповнилося 73 роки і три дні, і він є найстарішою людиною, яка зайняла пост президента Індонезії, а його колега Джебран — наймолодша людина, яка обійняла посаду віце-президента Індонезії у віці 37 років і 19 днів. У своїй інавгураційній промові Прабово пообіцяв вирішити внутрішні проблеми, такі як широкомасштабна корупція, яка продовжує гальмувати розвиток країни. Крім того, він пообіцяв посилити самодостатність Індонезії, зосередившись на економічних реформах і зміцненні національної промисловості. 21 жовтня Прабово оприлюднив найбільший міністерський кабінет в Індонезії з часів переглянутого Кабінету Двікори президента Сукарно в 1966 році, що складається з 103 членів, включаючи 48 міністрів і 55 заступників міністрів. 25 жовтня він провів виїзне засідання свого кабінету у військовому стилі в Індонезійській військовій академії в Магеланзі.
9 листопада 2024 року Прабово здійснив свій перший закордонний візит на посаді президента до Китаю.

### Зовнішня політика

#### Південно-Китайське море
Під час президентського візиту Прабово до Китаю в листопаді 2024 року Індонезія та Китай підписали меморандум про взаєморозуміння щодо «спільного морського розвитку» в районі «перетинаються претензій» двох країн біля островів Натуна. Міністерство закордонних справ Індонезії згодом оприлюднило заяву про те, що меморандум не вплинув на суверенітет або права Індонезії в цьому регіоні, і заявивши, що, на думку Індонезії, претензії Китаю не мають правової основи. Критики меморандуму, цитовані South China Morning Post, стверджували, що це формулювання може підтримувати позицію Китаю щодо претензій на Південно-Китайське море.

## Суперечки

### Райські папери
У листопаді 2017 року розслідування, проведене Міжнародним консорціумом журналістських розслідувань, згадало його ім'я в списку політиків, названих у звинуваченнях у «Райських паперах».

### ЗакупівляMirage 2000
13 лютого 2024 року Комісія з викорінення корупції отримала звіт про ймовірну корупцію, здійснену Prabowo під час купівлі реактивних літаків Dassault Mirage 2000-5 ВПС колишніх емірів Катару, які були скасовані Міністерством оборони через фінансові обмеження. Мовляв, куплені літаки купуватимуть за значно вищою ціною, і тут є відшкодування. Заступник міністра оборони Мухаммад Геріндра заперечив ці звинувачення, назвавши чутки наклепницькими та фейковими новинами. У відповідь Міноборони призначило захистом адвоката Готмана Паріса Гутапеа. Незважаючи на згадку у звіті, який нібито викрив корупцію, Група держав проти корупції (GRECO) заявляє, що вони «ніколи не проводили жодної роботи, пов'язаної з Індонезією».

### Політичні ляпи
18 вересня 2017 року на презентації книги про теорію політичної економії свого батька Прабово Субіанто виступив з промовою, в якій попередив, що Індонезія може розпастися у 2030 році. «В інших країнах були проведені дослідження, де було оголошено, що Республіки Індонезія більше не буде в 2030 році», — сказав він. Відеозапис цієї промови був розміщений на офіційній сторінці Гериндри у Facebook 18 березня 2018 року. На запитання, на які саме дослідження посилався Прабово Субіанто, офіційний представник Гендіри М. Хусейн Мохі відповів: «Прабово Субіанто читав різні праці людей, які перебувають за межами країни, інтелектуальних оглядачів, які існують. Ви також можете побачити їх в Інтернеті». Пізніше було виявлено, що «дослідження» насправді були науково-фантастичним військовим романом 2015 року під назвою «Примарний флот» американських авторів Августа Коула та П. У. Сінгера. У примітці авторів на початку книги йдеться: «Це було натхненно реальними тенденціями та технологіями. Але, зрештою, це вигадка, а не передбачення». Збентежений Прабово Субіанто, цитуючи книгу, Сінгер опублікував у Twitter: «Лідер індонезійської опозиції цитує #ПримарнийФлот у своїх палких передвиборчих промовах… У цій книжці було багато несподіваних поворотів, але ця, мабуть, найцікавіша».
Наприкінці 2018 року Прабово Субіанто висміяли після того, як він помилково заявив, що Гаїті, республіка в Карибському басейні, є африканською країною. У своїй промові 23 грудня 2018 року в Соло, Центральна Ява, Прабово Субіанто сказав, що індонезійський уряд перевів частину багатства Індонезії в офшори. «Якщо так триватиме й далі, Індонезія продовжуватиме убожіти», — сказав він. «Ми, індонезійці, знаходимося на одному рівні з такими бідними африканськими країнами, як Руанда, Гаїті та невеликими островами, такими як Кірибаті, про які ми навіть не знаємо, де вони розташовані», — додав він. 17 січня 2019 року під час перших дебатів між кандидатами на президентських виборах в Індонезії в квітні 2019 року Прабово Субіанто сказав, що деякі індонезійські губернатори заслуговують на вищу зарплату з огляду на розмір їхніх провінцій. Він навів приклад провінції Центральна Ява, яка, за його словами, більша за Малайзію. Місцеві медіа повідомляють, що площа Центральної Яви становить 32 544,12 квадратних кілометрів, тоді як площа Малайзії становить 330 323 квадратних кілометрів. Після того, як медіа повідомили про помилку, команда Прабово заявила, що він насправді мав на увазі загальну чисельність населення Малайзії та Центральної Яви. Під час тих самих дебатів Прабово Субіанто стверджував, що терористичні атаки в Індонезії були спричинені бідністю та здійснені немусульманами, замаскованими під мусульман, посланими з інших країн і контрольованими іноземцями. Медіа спростували його заяви, зазначивши, що деякі індонезійські терористи-бомбісти не були бідними і ними не маніпулювали іноземці.
12 грудня 2023 року Прабово став вірусним після того, як прокоментував свого суперника Анієса Басведана з питань етики, сказавши: «Ndasmu etik!» («До біса етику!»), що було розцінено як образа на внутрішньопартійному з'їзді, який проводила Гериндра. Пізніше його прес-секретар заявив, що це був просто жарт.

### Політична підтримка
Під час виборів губернатора Центральної Яви у 2024 році Прабово публічно підтримав Ахмада Лутфі та Тадж Ясіна Маймоена через відео, завантажене в обліковий запис Таджа Ясіна в Instagram. Його схвалення було розкритиковане Демократичною партією боротьби Індонезії, а заступник спікера Народної консультативної асамблеї Бамбанг Вуріанто назвав схвалення «тривожним» і нагадав Прабово, що він президент, а не просто лідер партії. Багато хто також ставив під сумнів етику підтвердження, оскільки експерти з права вважали, що президент Індонезії не повинен втручатися в правові установи на користь кандидата, а Агентство з нагляду за загальними виборами (Bawaslu) оголосило, що вони розслідуватимуть відео на предмет будь-яких правопорушення. Однак підтримка Прабово також була захищена, оскільки політик NasDem Мухаммад Ріфкінізамі Карсаюда та голова президентського відділу комунікацій Гасан Насбі сказали, що Прабово виступав як голова партії, і немає жодних обмежень щодо того, щоб президенти були головами своїх партій тоді як Міністр-координатор з питань політики та безпеки Буді Ґунаван заявляє, що підтримка Прабово є «нормальною справою» в демократичних країнах. Баваслу виявив, що, хоча відео з його участю дійсно демонструвало повідомлення про політичну кампанію, результати їхнього розслідування показують, що він не вчиняв жодних правопорушень, оскільки відео було опубліковано в період кампанії в соціальних мережах з 25 вересня по 23 листопада, і Прабово дозволено агітувати за його схвалені кандидати за умови, що він або взяв відпустку з офісу, або зробив це у вихідний день, який у роз'ясненні Таджа Ясіна Баваслу стверджує, що відео було створено в неділю 3 листопад 2024 р.

## Особисте життя
Прабово був одружений на Тітіек Сухарто, дочці колишнього президента Індонезії Сухарто, але пара розлучилася незабаром після падіння Сухарто в 1998 році. Протягом цього часу Прабово бачив себе потенційним наступником Сухарто і залишався твердим прихильником режиму до його падіння.
Прабово є любителем котів і має кота на ім'я Боббі Кертанегара. Боббі був усиновлений Прабово з вулиці після випадкової зустрічі, і він часто з'являвся на зустрічах, які відвідував Прабово у своїй резиденції в Кертанегарі. Крім кота, він також володіє 18 конями у своєму маєтку на пагорбі в горах Джонгол, Боджонг Коненг, Богорське регентство (на південний схід від міста Сентул), і він часто запрошував гостей покататися на одному з його коней, особливо коли Джокові та Джебран відвідували. Одного разу він привів свого коня на передвиборчі мітинги, особливо на стадіон Гелора Бунг Карно.
Прабово зазвичай носить одяг кольору хакі з багатьма кишенями. Сам він заявив, що цей костюм йому сподобався з практичних міркувань. Прабово почав носити його часто, коли він був у парі з Мегаваті на президентських виборах 2009 року.

### Релігія
В інтерв'ю 2018 року Прабово заявив, що він мусульманин, який дотримується націоналістичних поглядів. Він додав, що має недостатні знання про іслам.
7 червня 2014 року Прабово заявив, що не може вільно читати Коран.
13 травня 2017 року Прабово сказав, що він не народився в сім'ї, яка пронизана ісламськими вченнями, а виріс зі своїми колегами, які були членами різних організацій ісламської спільноти.
13 травня 2023 року Прабово заявив, що він пишається тим, що дотримується ісламу, який, на його думку, є піонером багатьох наукових і технологічних проривів у всьому світі. 19 листопада він заявив, що почувається комфортно, дотримуючись ісламських вірувань із вчення Нахдлатул Улами, оскільки вірив, що останній виступає за форму ісламу, яка є толерантною, захисною для суспільства і поміркованою.

### Здоров'я
30 червня 2024 року через свій акаунт в Instagram Прабово оголосив про операцію на лівій нозі. У своєму дописі він пояснив, що двічі травмував ліву ногу. Вперше він поранив його, коли брав участь у парашутно-десантних навчаннях у Західній Німеччині під час навчання з GSG 9. Крім того, він отримав ще одну травму стопи, коли впав зі скелі в зоні бойових дій у 1980-х роках. Прабово, якому на момент аварії було 30 років, більше не відчував проблем до своєї кампанії 2024 року, коли його помітили, як він кульгає на ліву ногу. Це спонукало прихильників суперника кепкувати над його фізичною формою. Прабово переніс успішну операцію на лівій нозі через тиждень у Центральній лікарні національної оборони.

## Нагороди

### Національні нагороди

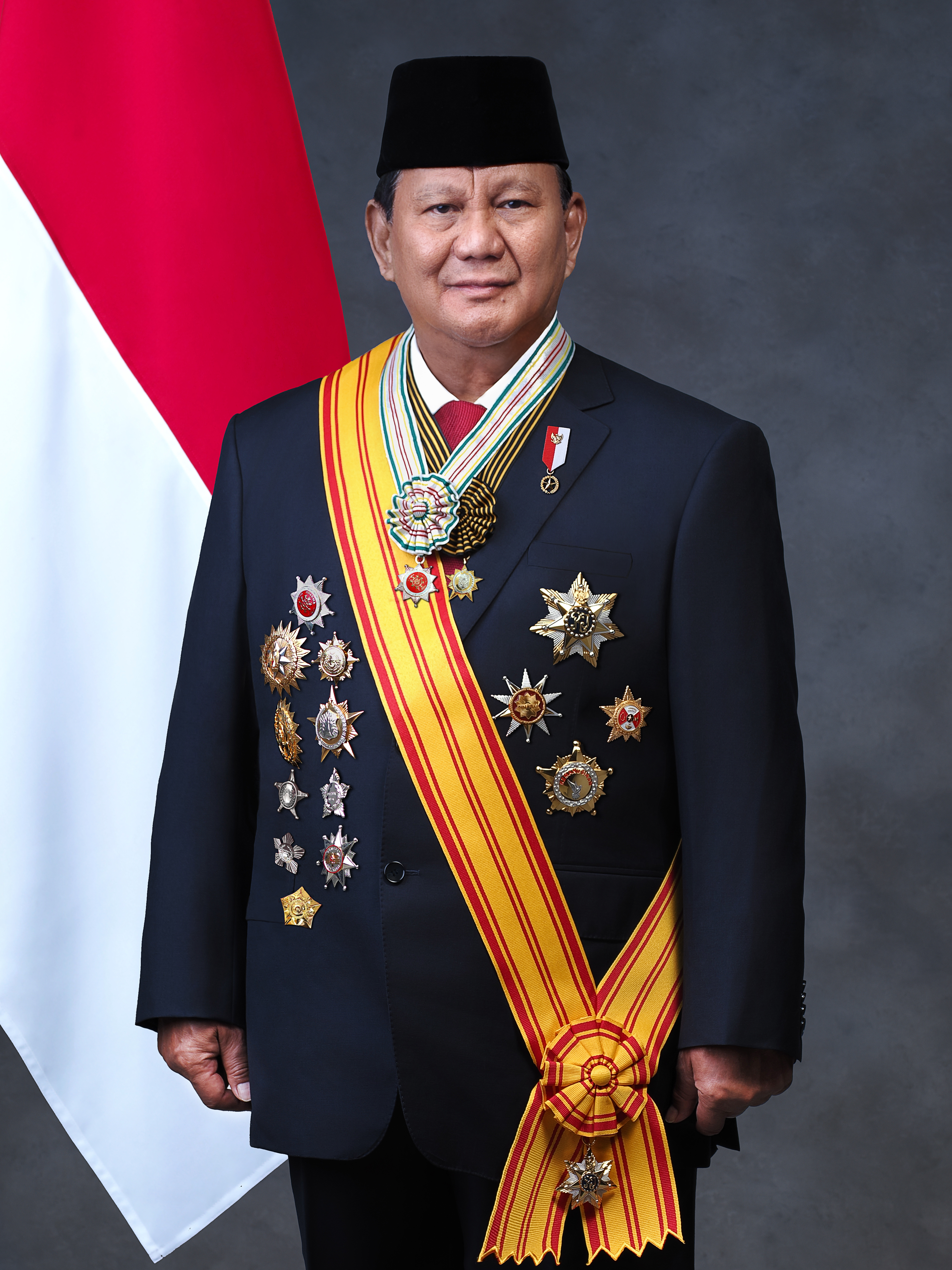
Офіційний портрет Прабово Субіанто з його президентськими нагородами

Після вступу на посаду президента Прабово автоматично нагороджується найвищим ступенем усіх цивільних і військових зіркових нагород, але він уже отримав кілька таких нагород — та інші нагороди — під час роботи на посаді міністра оборони.
- Орден «Зірка Республіки Індонезії» 1-го класу — 2024[235]
- Зірка Магапутера 1-го класу — 2024[235]
- Зірка Магапутера 2-го класу — 2024[b][236]
- Зірка «За заслуги» 1-го класу — 2024[235]
- Зірка людяності — 2024[235]
- Орден «Зірка демократії» 1-го класу — 2024[235]
- Зірка Будайя Парама Дгарми — 2024[235]
- Зірка Бхаянґкара 1-го класу — 2024[b][237]
- Партизанська зірка — 2024[235]
- Священна зірка — 2024[235]
- Зірка Дгарми — 2024[235]
- Зірка Юдга Дгарми 1-го класу — 2022[b][238]
- Зірка Картики Ека Паксі 1-го класу — 2022[b][238]
- Зірка Яласена 1-го класу — 2022[b][238]
- Зірка Сва Бгувана Пакса 1-го класу — 2022[b][238]
- Зірка ветеранів миру — 2023[b][239]

Крім того, Прабово також отримав інші нагороди, коли служив офіцером армії Індонезії:
- Зірка Картики Ека Паксі 2-го класу[240]
- Зірка Юдга Дгарми 3-го класу[241]
- Зірка Картики Ека Паксі 3-го класу[241]
- Медаль за вислугу років, 24 роки[241]
- Медаль за службу у військовій операції в Ачеху
- Медаль «Військовий інструктор»[241]
- Медаль за військову службу IX Раксака Дхарма з 1 золотою зіркою[241]
- Медаль за військову кампанію в Тиморі з 2 золотими зірками[241]
- Медаль «За зразкову службу»[241]

### Іноземні відзнаки
| Стрічка | Нагорода                                     | Країна   | Дата                   | Посилання |
| ------- | -------------------------------------------- | -------- | ---------------------- | --------- |
|         | Орден «За заслуги»                           | Франція  | 1997 рік               | [ 242 ]   |
|         | Кавалер королівського ордена Сахаметрей      | Камбоджа | невідомо               | [ 243 ]   |
|         | Великий Кордон ордена «За військові заслуги» | Йорданія | невідомо               | [ 244 ]   |
|         | Великий Командор Високого Ордену Малакки     | Малайзія | 26 липня 2022 року     | [ 245 ]   |
|         | Орден «За відмінні заслуги» (військовий)     | Сінгапур | 21 листопада 2023 року | [ 92 ]    |
|         | Орден Заїда                                  | ОАЕ      | 13 травня 2024 року    | [ 246 ]   |
|         | Орден «Сонце Перу»                           | Перу     | 14 листопада 2024 року | [ 247 ]   |

### Інші відзнаки

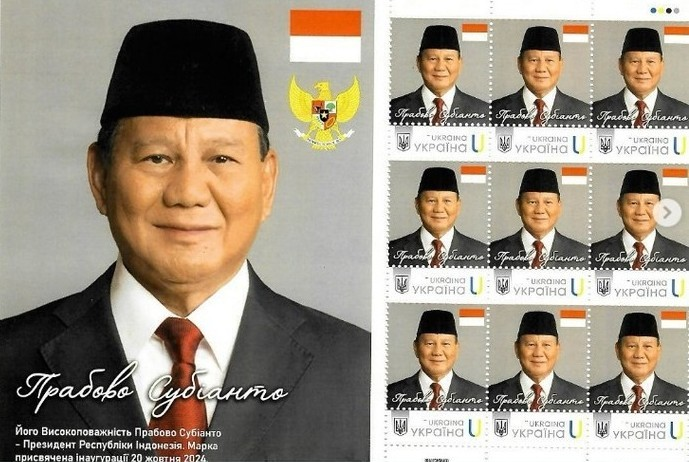
Поштова марка України 2024 року із зображенням Прабово

17 червня 2009 року Прабово було оголошено членом клану Лумбан Тобінг народу Тоба Батак. Нагородження кланів сприяла асоціація Punguan Siraja Lumban Tobing Association (PPSLB) і відбулося в конференц-центрі озера Тоба, Медан.
28 грудня 2011 року Прабово отримав традиційний титул Тонгконан від корінного населення села Сігунту, Рантепао, Північна Тораджа. Свідками вручення традиційного титулу, яке супроводжувалося траурною церемонією Рамбу Соло, були губернатор Південного Сулавесі Сяхрул Ясін Лімпо, заступник губернатора Південного Сулавесі Агус Аріфін Ну'манг, командувач Кодам VII/Вірабуана, генерал-майор Мухаммад Нізам, Регент Танах-Тораджа Теофілус Аллорунг, регент Північна Тораджа Фредерік Батті Соррінг разом із тисячами місцевих жителів.
Він також отримав звання «Друг індонезійського Сантрі» від ісламської школи-інтернату Zainul Hasan Genggong, Проболінгго, 2 січня 2024 року.
28 лютого 2024 року президент Джоко Відодо присвоїв Prabowo почесне чотиризіркове генеральське звання.
У листопаді 2024 року Національна служба поштового зв'язку України «Укрпошта» випустила обмеженим тиражем марку на честь Прабово. Ініціатором ініціативи виступила громадська організація «Українська ініціатива», очолювана індонезійцем Юрієм Косенком, який описав марку як данину пам'яті Прабово та символ індонезійсько-української дружби.